# Gutzon Borglum
Gutzon Borglum (25 de marzo de 1867-4 de marzo de 1941) fue un escultor estadounidense autor de las efigies de cuatro presidentes de los Estados Unidos en el Monte Rushmore. Nacido cerca de Bear Lake, Idaho, estudió arte en San Francisco y París, y se especializó en esculturas de tema americano. En 1916 comenzó a tallar la escultura en Stone Mountain de Georgia, gigantesco bajorrelieve conmemorativo de la Confederación, hasta que desavenencias con las autoridades pararon la obra. 
Trabajó en el monumento del monte Rushmore desde 1927 hasta su muerte. Este conjunto monumental consta de las cabezas en tamaño colosal de los presidentes George Washington, Thomas Jefferson, Theodore Roosevelt y Abraham Lincoln. Los rostros, que se hallan a una altura de 152 m, miden 18 m, lo cual no impide que estén dotados de gran realismo en su expresión y detalle. Tras su muerte, su hijo Lincoln terminó el proyecto.

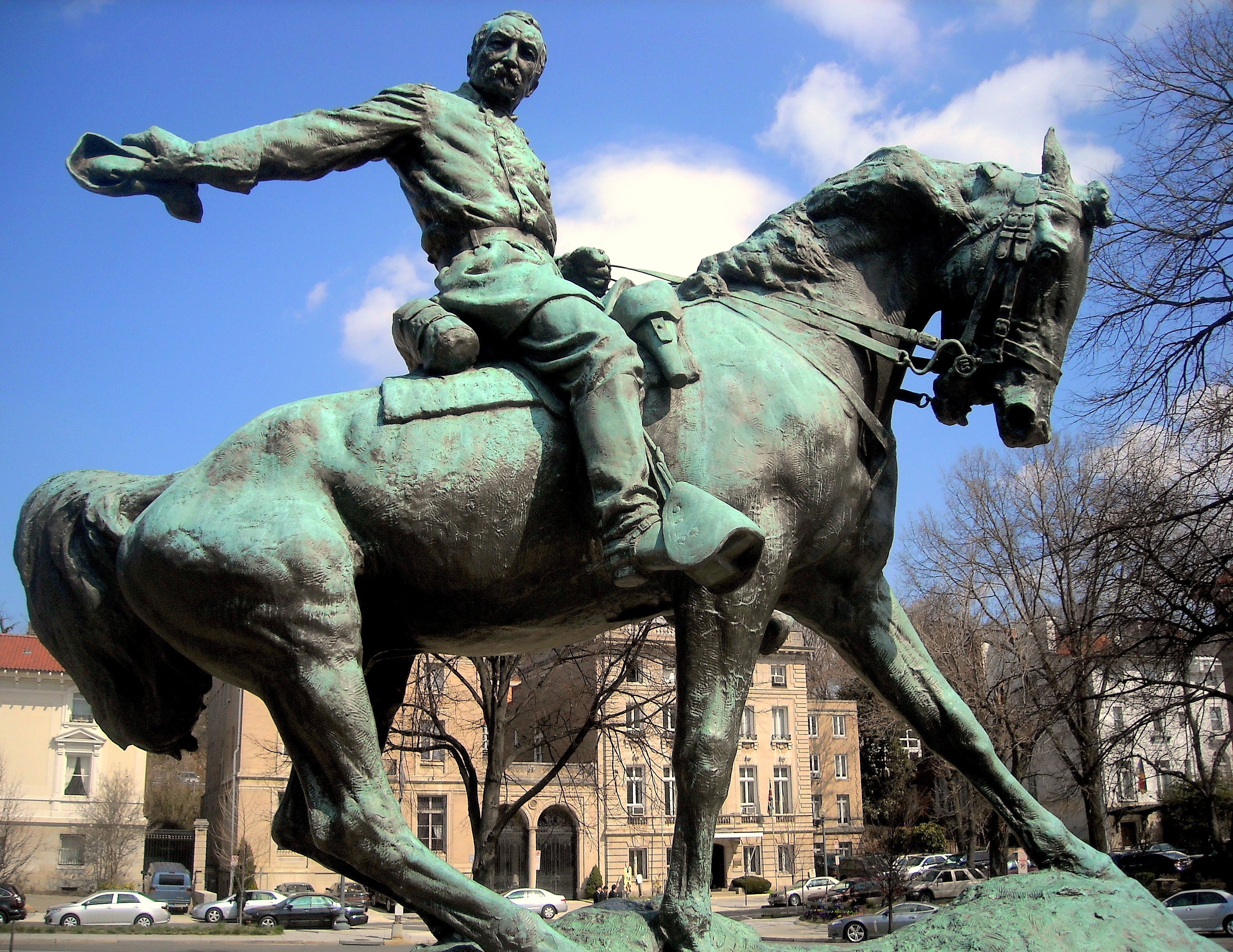
General Philip Sheridan, desde 1908 en Washington, D.C.
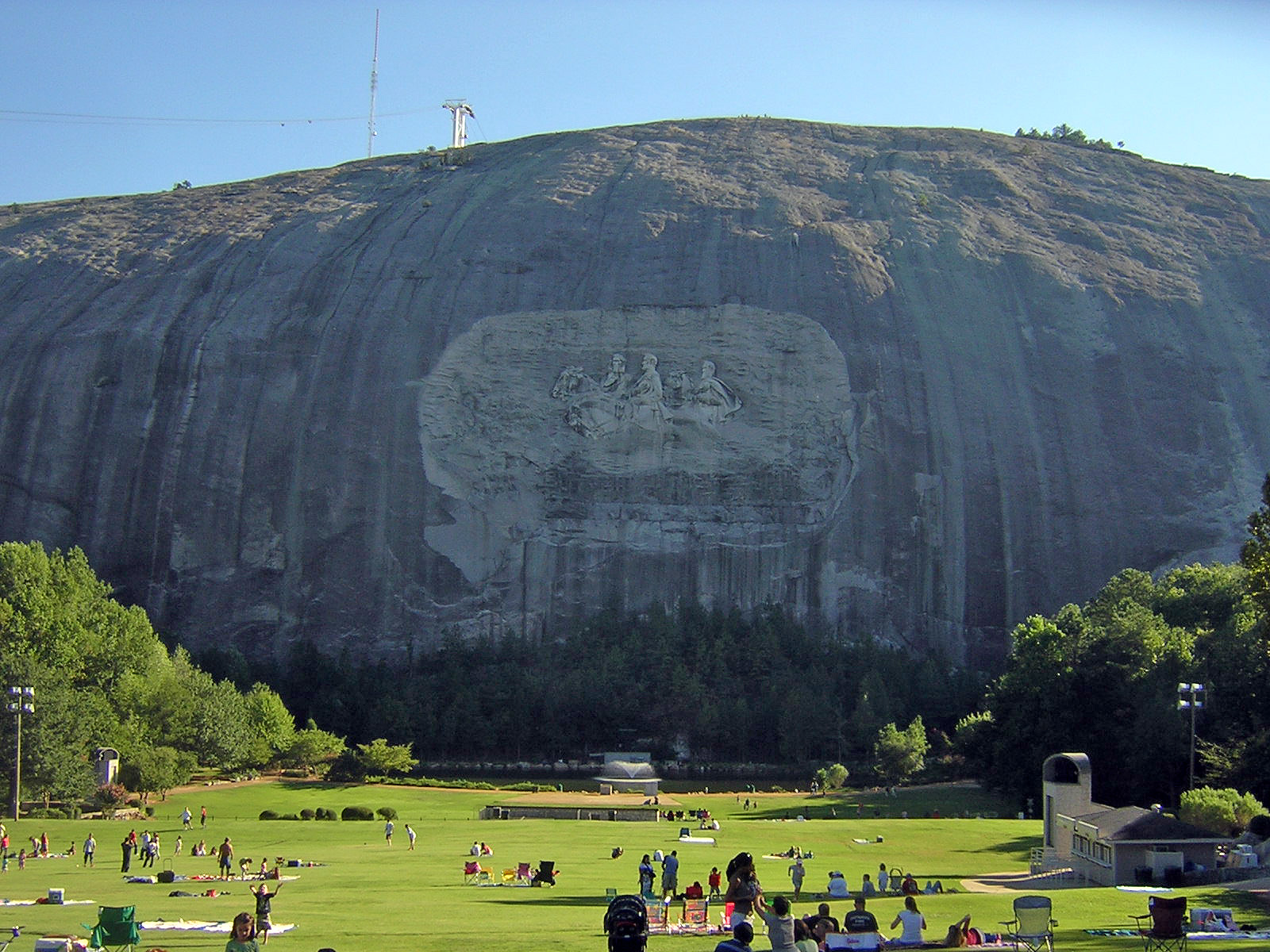
Stone Mountain cerca de Atlanta, Georgia
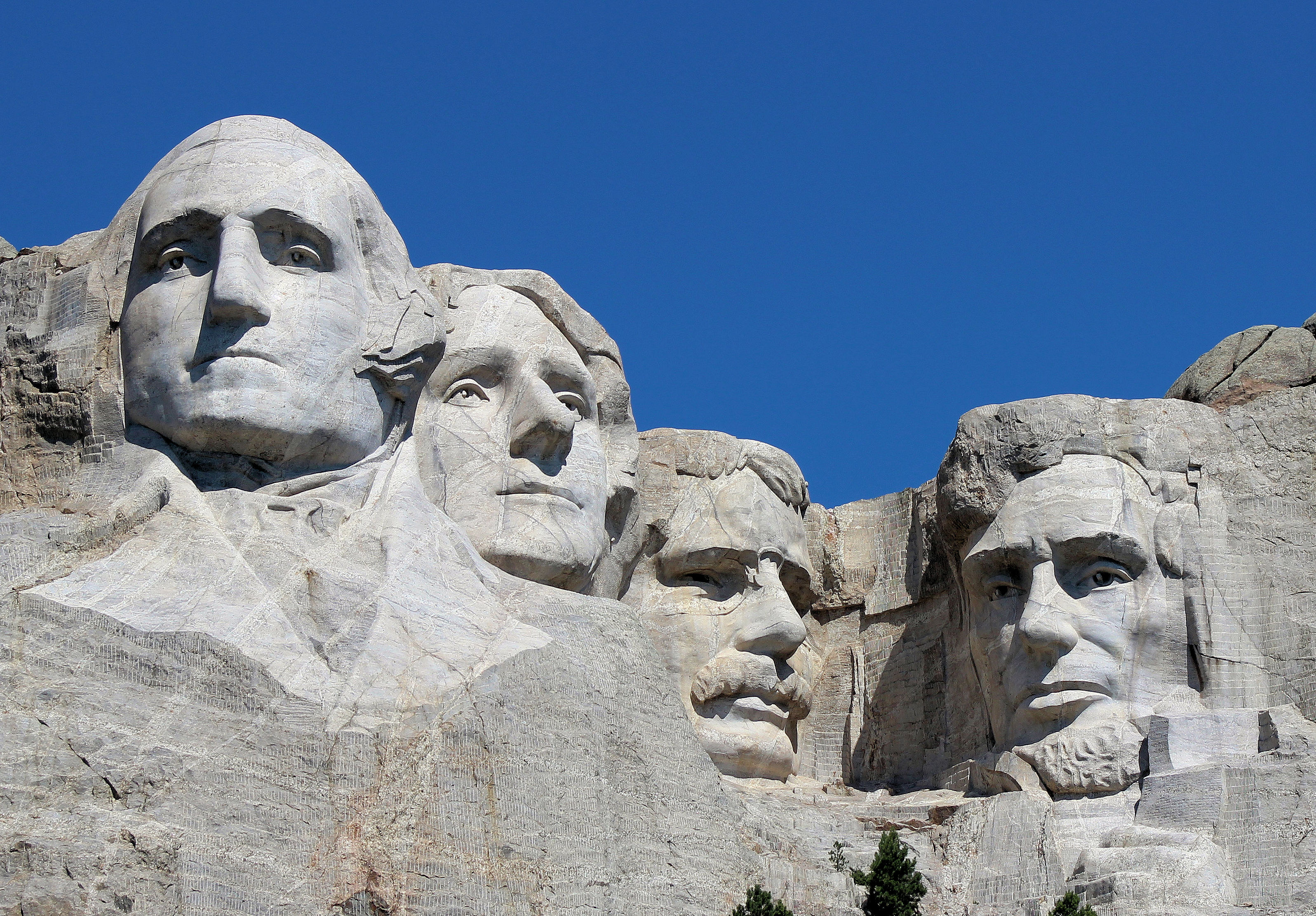
Monte Rushmore en Black Hills, Dakota del Sur

- Datos: Q336432
- Multimedia: Gutzon Borglum / Q336432